# Церкви Козьмы и Дамиана (Нижний Новгород)
Церкви Космы и Дамиана — утраченные православные церкви, располагавшиеся в Нижнем Новгороде на углу Софроновской площади (ныне — площадь Маркина) и улицы Рождественской.
Первый храм был отстроен из дерева; дата постройки неизвестна. Позже на его месте была возведена церковь из камня. К 1870 году из-за весенних разливов Оки и Волги здание пришло в негодность, и было принято решение о строительстве нового храма неподалёку от старого. Он был заложен 24 августа 1872 года и освящён 26 августа 1890 года.
В советское время церковь была взорвана, а затем снесена. На её месте располагается здание Нижновэнерго.

## Старая церковь

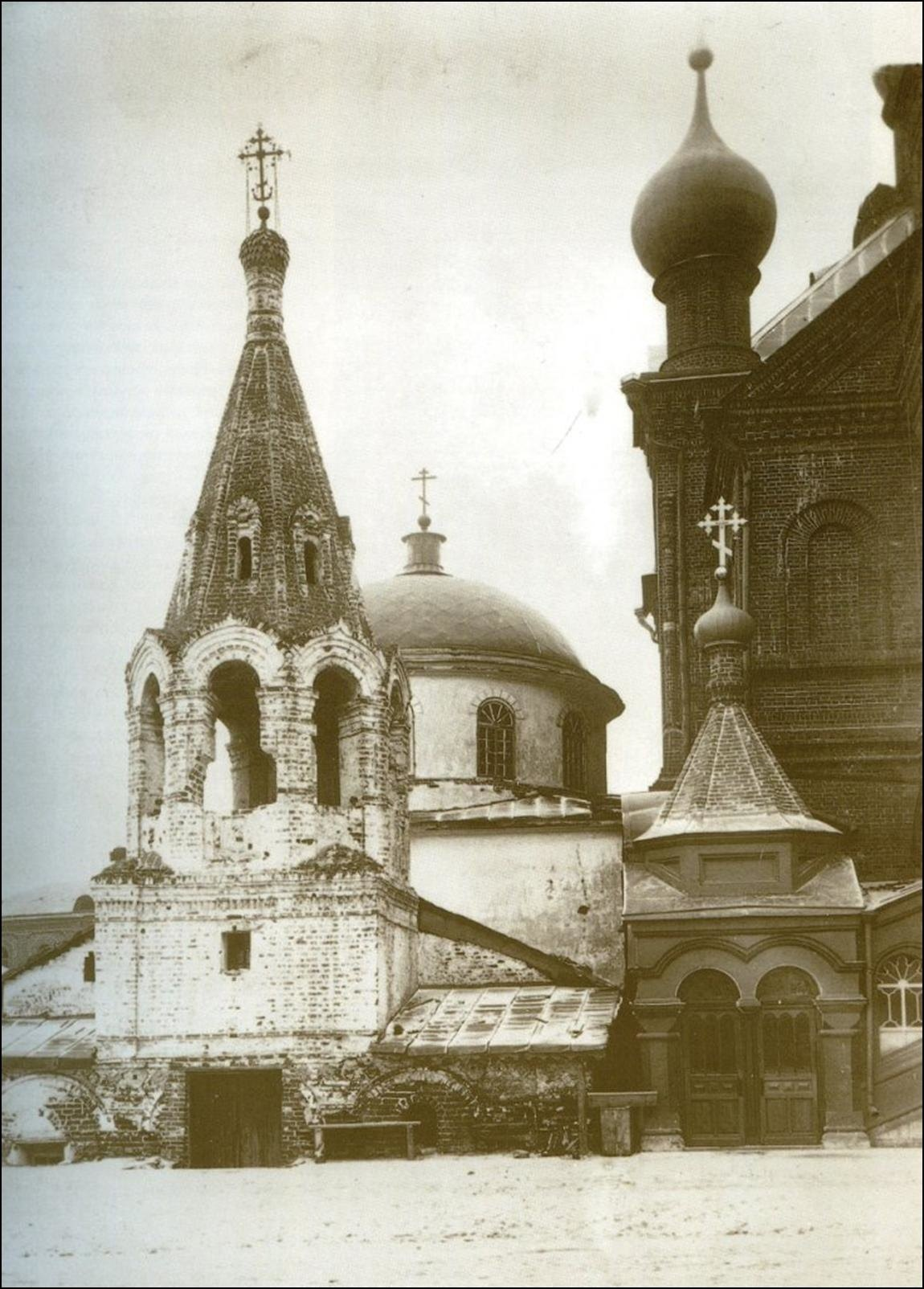
Старое здание церкви (с колокольней) и фрагмент нового

Точная дата постройки деревянной церкви на берегу Оки не установлена. Известно лишь, что согласно писцовой и переписной книгам XVII века по Нижнему Новгороду, в 1620-х годах уже существовала деревянная клетская «церковь святых чюдотворец Козмы и Дамьяна». Со временем деревянная церковь пришла в негодность, и вместо неё в том же столетии была построена церковь из камня. Ко времени проведения Всероссийской выставки 1896 года старое здание было разобрано: сохранились только колокольня и трапезная, в которой была оборудована библиотека-читальня епархиального ведомства.
Согласно генплану 1819 года, церковь располагалась среди городской застройки, немного в стороне от Рождественской улицы. Вдоль улицы, а также будущего Козьмодемьянского переулка, ведущего к Волге, находился церковный погост. С севера к погосту примыкали жилые усадьбы, с запада около храма стоял дом Турчаниновых. Позже к северу от церкви был построен каменный причтовый дом. После формирования Софроновской площади колокольня церкви стала выходить на неё.
Из-за низкого расположения церковь регулярно страдала от весенних разливов Оки и Волги. Как писали в своей жалобе причт и церковный староста, «бывает вода примерно вершков до десяти… а по слитии оной… бывает сырость, от которой каждогодно внутренняя штукатурка отстает и делает внутренность церкви не благоприличною». В связи с этим в 1857 году был разработан проект полной перестройки церкви. В том же году после переработки в Главном управлении путей сообщения и публичных зданий проект был утверждён императором и позже передан нижегородскому епископу Антонию для исполнения. Однако из-за отсутствия денежных средств проект реализован не был. Церковь продолжала ветшать, и только в мае 1872 года было принято решение о строительстве нового здания вместо ремонта старого.

## Новая церковь
Строительство нового здания церкви было начато неподалёку от старого 24 августа 1872 года при епископе Филарете. 26 августа 1890 года, уже при епископе Владимире, здание было освящено. Оно представляло собой пятиглавый храм, сочетавший элементы русской и романской архитектуры. Автором проекта протоиерей М. В. Добровольский называет архитектора Льва Даля. Строительство велось на средства прихожанина Козьмодамианской церкви, купца 2-й гильдии Дмитрия Алексеевича Обрядчикова.
Церковь была трёхпрестольной: главный престол был во имя Козьмы и Дамиана и великомученика Дмитрия Солунского, правый — Покрова Пресвятой Богородицы и преподобного Мирона Пустынника, левый — священномученика Антипы и мученика Трифона. Полы и колонны были выполнены из мрамора, под мрамор были отделаны стены. В церкви был установлен резной иконостас с иконами академического письма. Была построена и новая часовня, в которой находился образ Спаса Нерукотворного, перенесённый из сгоревшей церкви Спаса Всемилостивого в 1715 году.
22 ноября 1918 года община из 46 человек заключила соглашение на пользование зданием церкви. В 1924 году имущество церкви было изъято Нижгубмузеем. Сведений о закрытии церкви в сохранившихся документах нет, но известно, что к 1928 году она уже была недействующей. Здание предлагалось переоборудовать под кинозал, другие помещения церкви были сданы под склады Отделу книжной торговли. В ночь с 11 на 12 июля церковь была взорвана. На её месте было построено здание Горэнерго (ныне Нижновэнерго).

## Галерея

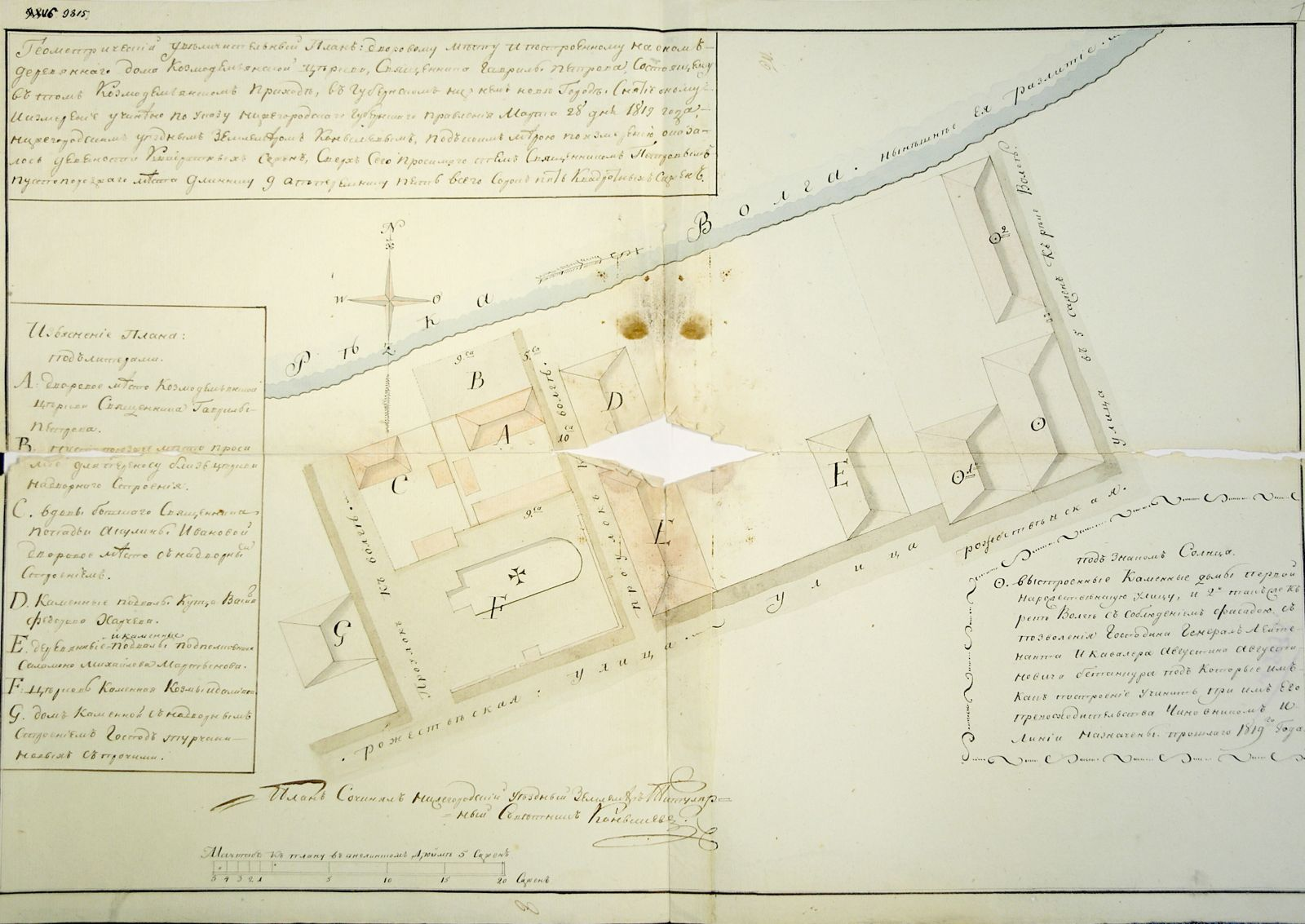
Генплан участка застройки в районе церкви Козьмы и Дамиана, 1819 год
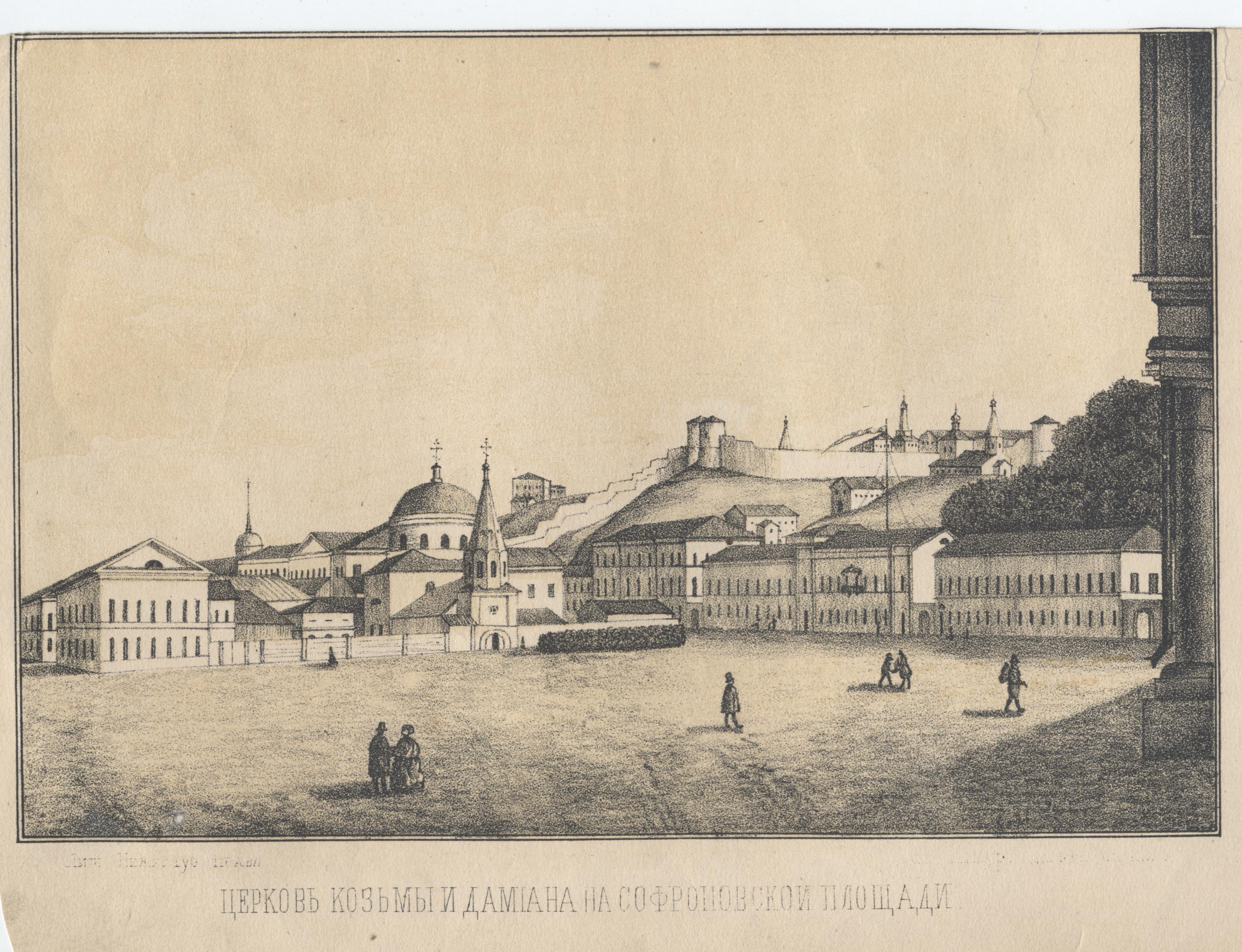
Ансамбль Софроновской площади с Козьмодемьянской церковью. Иллюстрация из книги Н. И. Храмцовского «Краткий очерк истории и описание Нижнего Новгорода»
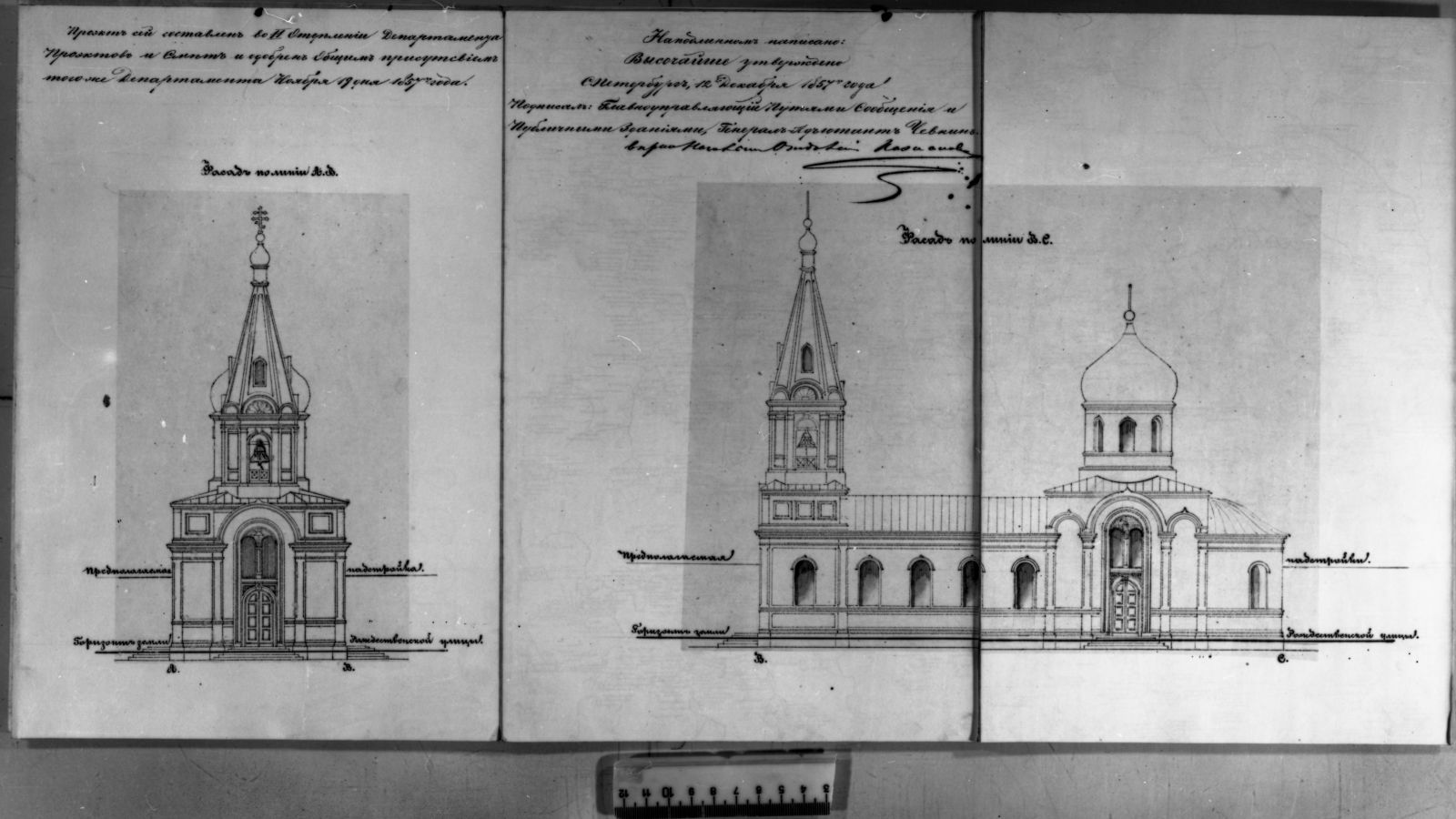
Проект перестройки старой церкви, 1857 год
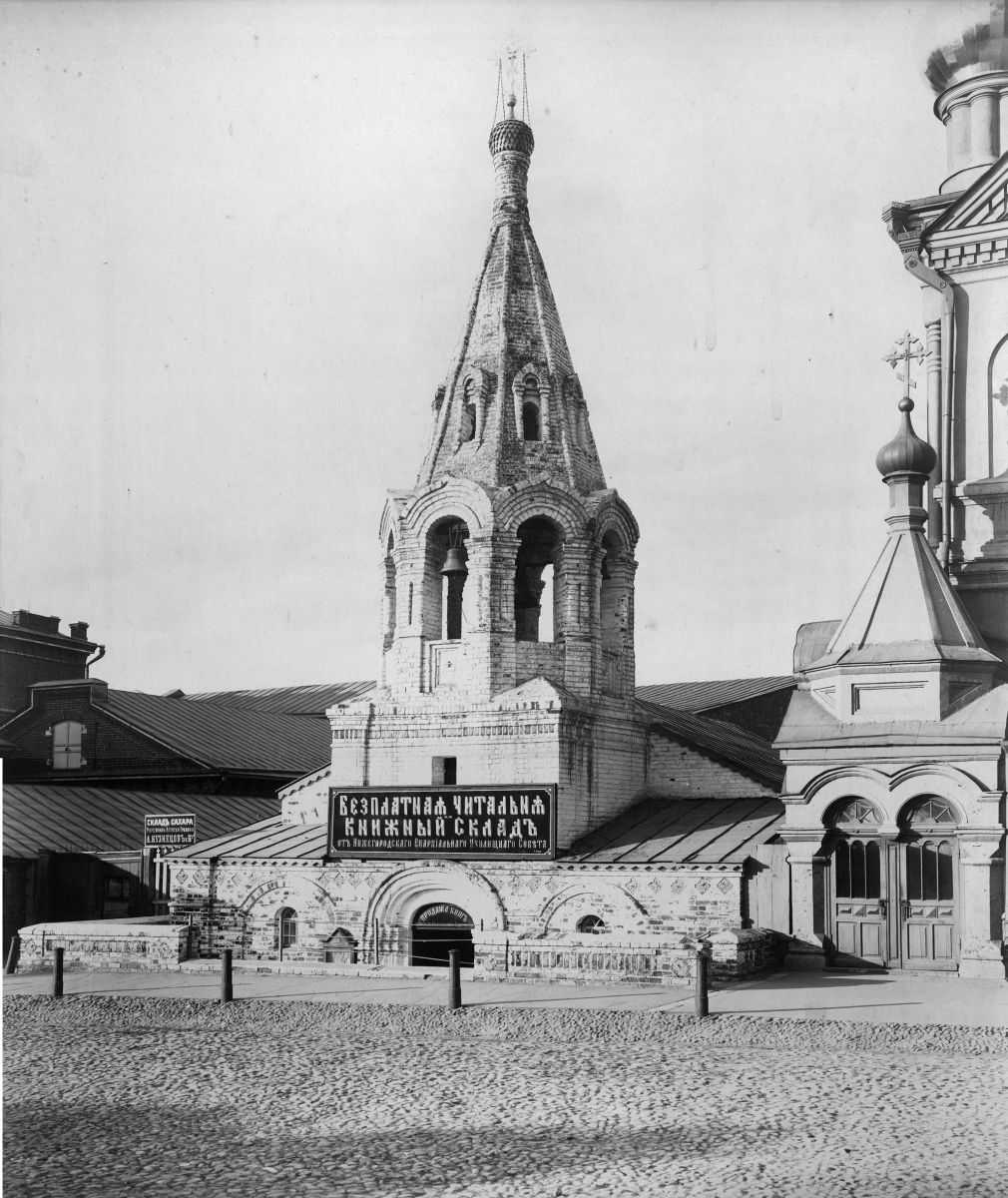
Колокольня старого храма после сноса основного объёма и реставрации в 1890-х гг.